# Старий Сокулак
Старий Сокула́к (рос. Старый Сокулак) — село у складі Сарактаського району Оренбурзької області, Росія.

## Населення
Населення — 295 осіб (2010; 354 у 2002).
Національний склад (станом на 2002 рік):
- росіяни — 91 %